# 塩原湖成層と木の葉石

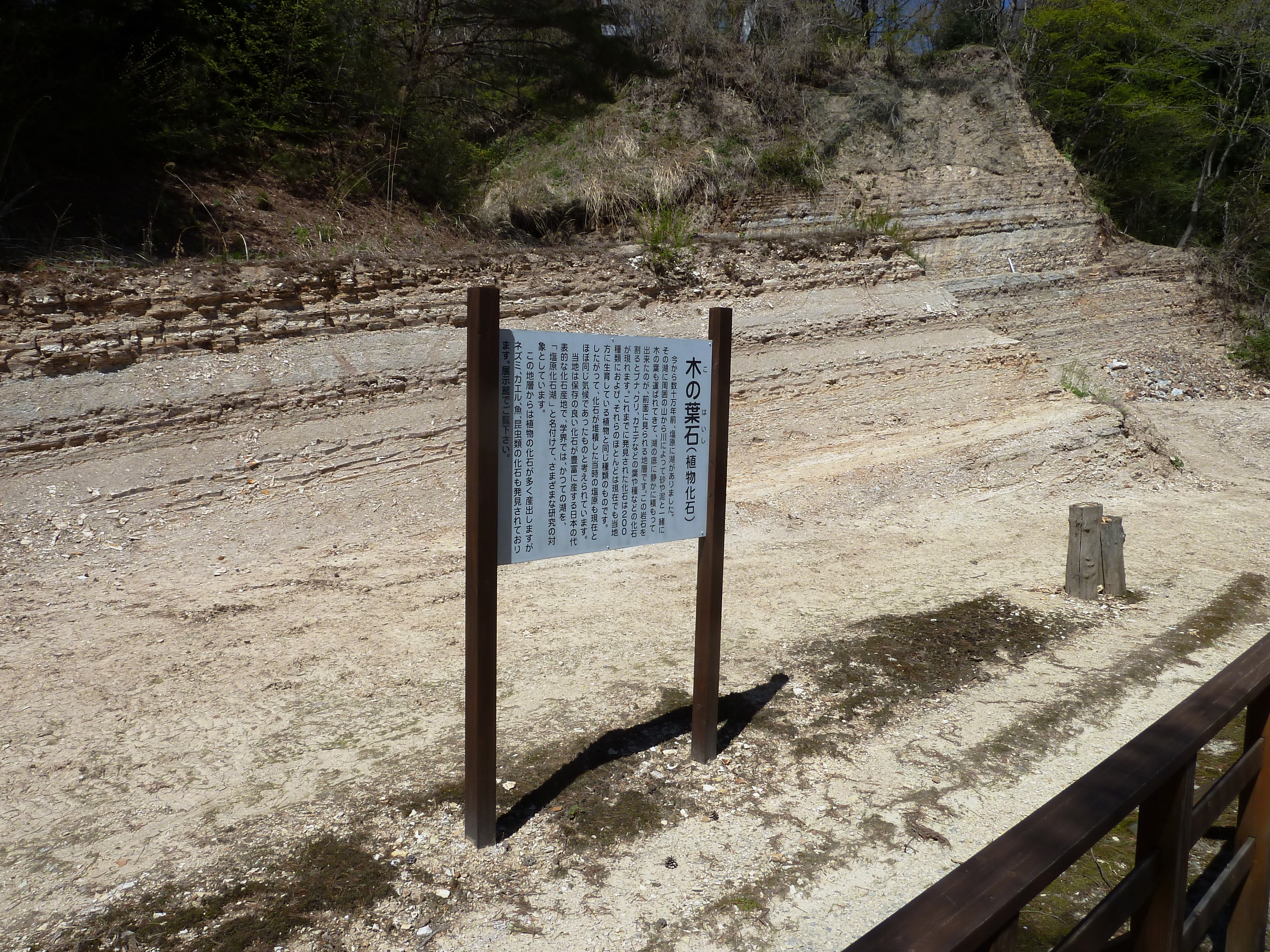
塩原湖成層の露頭

塩原湖成層（しおばらこせいそう）は活火山高原山の塩原カルデラ内にできた東西約6km、南北3kmの三日月型の塩原化石湖（または古塩原湖）の湖底に堆積した堆積物の地層を指し、その塩原湖成層から検出される木の葉などの化石を木の葉石（このはいし）という。

## 研究の歴史
- 木の葉石を最初に研究発表した人はスウェーデンのアルフレッド・ナトホルストで1888年に16種の植物化石を報告書に発表する。
- その後検出された植物の化石は、現在当地に繁茂している植物とほぼ同じもので
  - 51科104属171種　遠藤誠道（元東北大学教授）小泉源一（元京都大学教授）尾上亨（元地質調査所）により発表された。
  - 当時の気温は現在とあまり変わらず若干寒い気候だったと考えられる。

## 成因
- 35〜40万年前に、高原山北西部の塩原カルデラ（前黒山、明神岳）付近を噴出中心とした大規模な大田原火砕流が発生し、現在の那須野が原を埋め尽くし、塩原カルデラを形成する。
- 約30万年前（新生代第四紀更新世）カルデラ北部の塩原化石湖の周りに茂っていた樹木の落ち葉や生物の死骸が積み重なり湖に流入した火山灰などにより覆われて塩原湖成層を生成する。

## 検出化石
- 植物
  - イヌブナ、オノオレ、ミズナラ、クリ、ブナ、ナツツバキ、リョウブ、ウリハダカエデ、コミネカエデ、カツラ、シナノキ、ミズメ、他
- 生物
  - トンボ、チョウ、クモ、ハチ、ハエ、他数十種の昆虫・魚、カエル、ネズミ

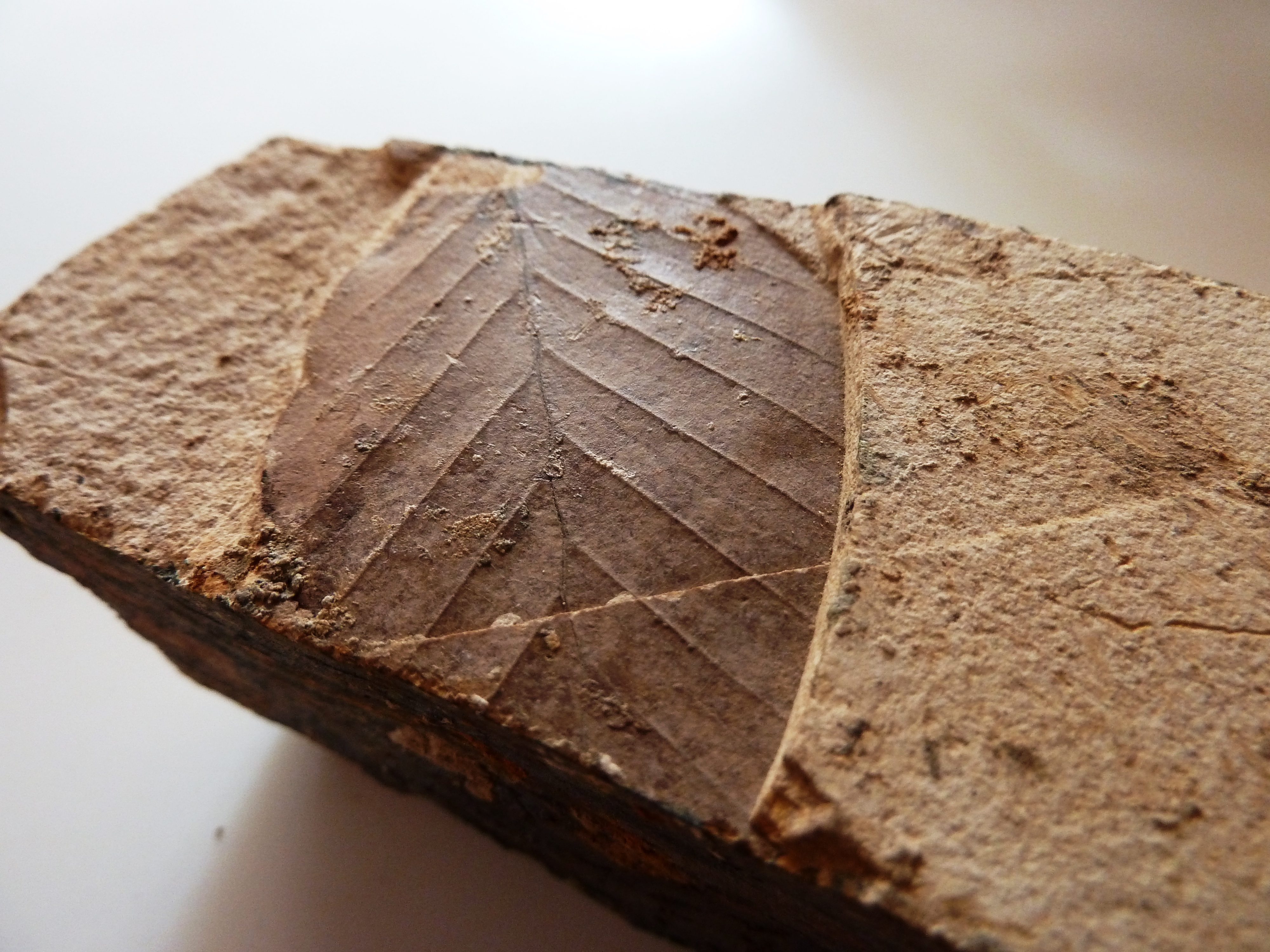
木の葉石
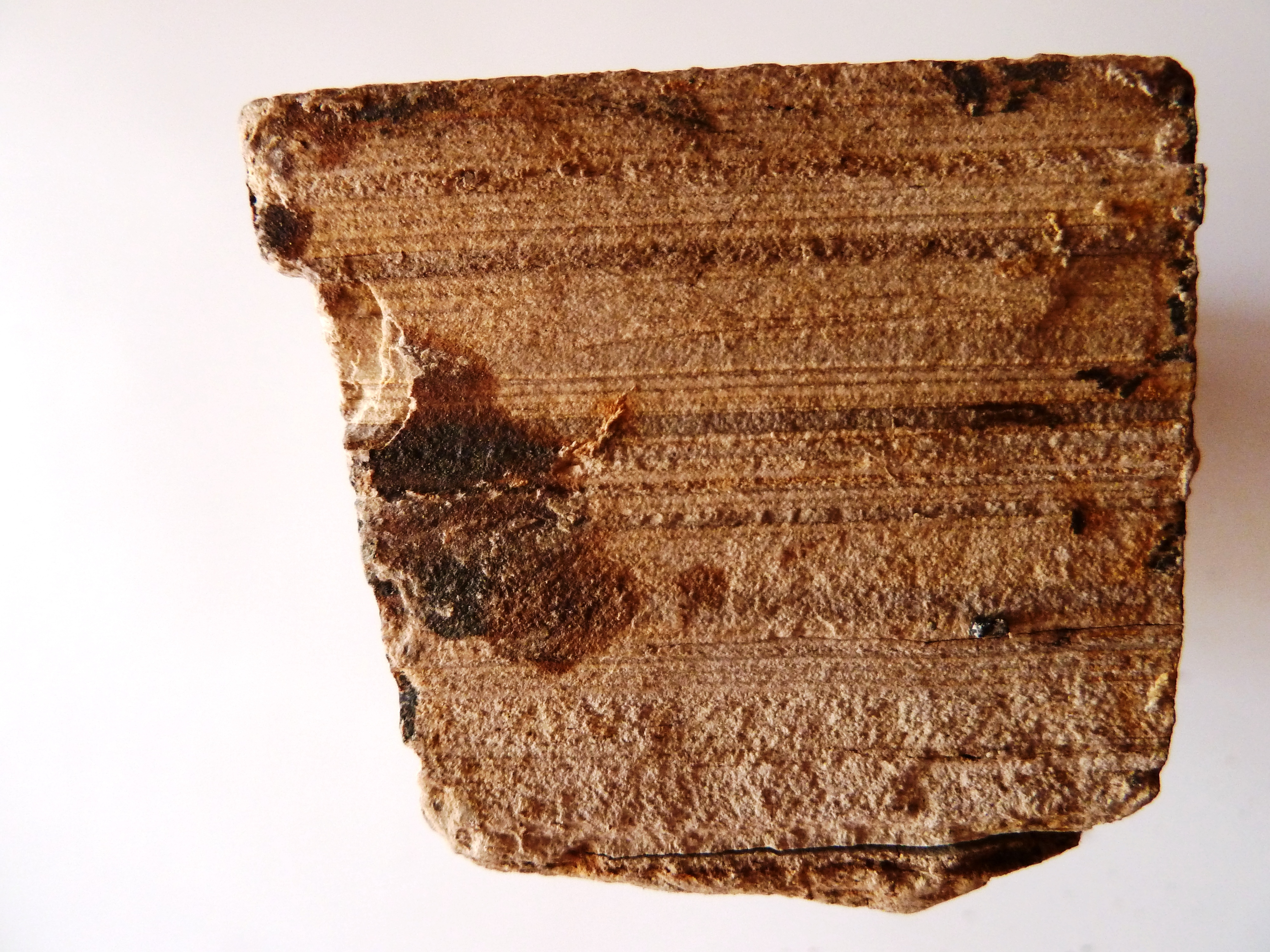
幾重もの層をなす湖成層
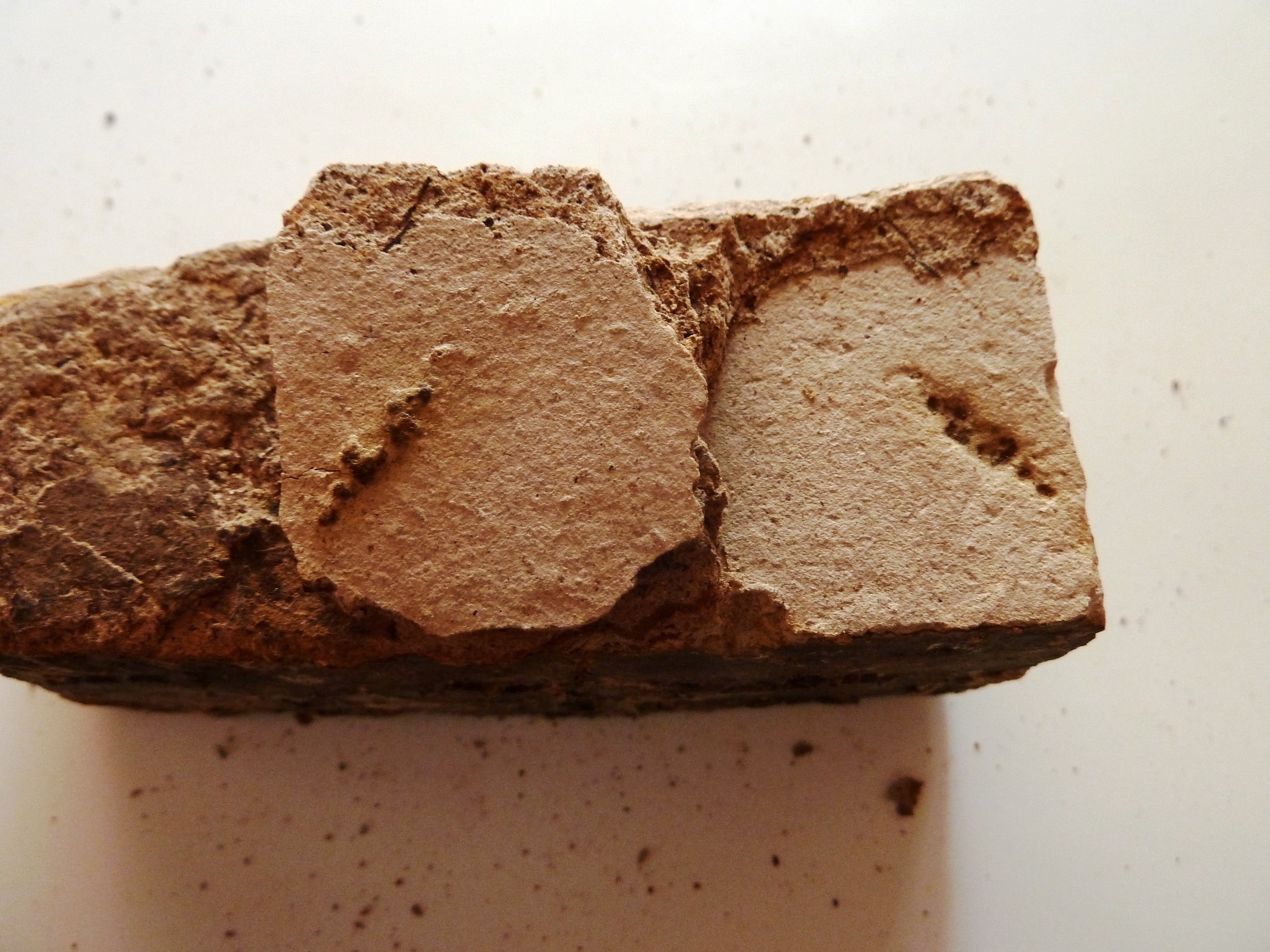
剥離片の中の遺物

## 塩原湖成層露頭
- 木の葉化石園内の塩原湖成層の露頭の高さは約20mあり、その層理は3cmないし15cmのもの数千層よりなる。